# Telenor
Telenor Group ASA è una multinazionale norvegese, controllata dal Governo norvegese, attiva nel settore delle telecomunicazioni. È quotata nell'Indice OBX della Borsa di Oslo.

## Attività
Telenor è il leader nel mercato norvegese delle telecomunicazioni. L'azienda conta 2,4 milioni di clienti di telefonia mobile in Norvegia e possiede partecipazioni in 12 paesi al di fuori del paese, per un totale di 189 milioni di clienti nel mondo (2015). Possiede inoltre il 35,7% di VimpelCom, attiva in 29 paesi.

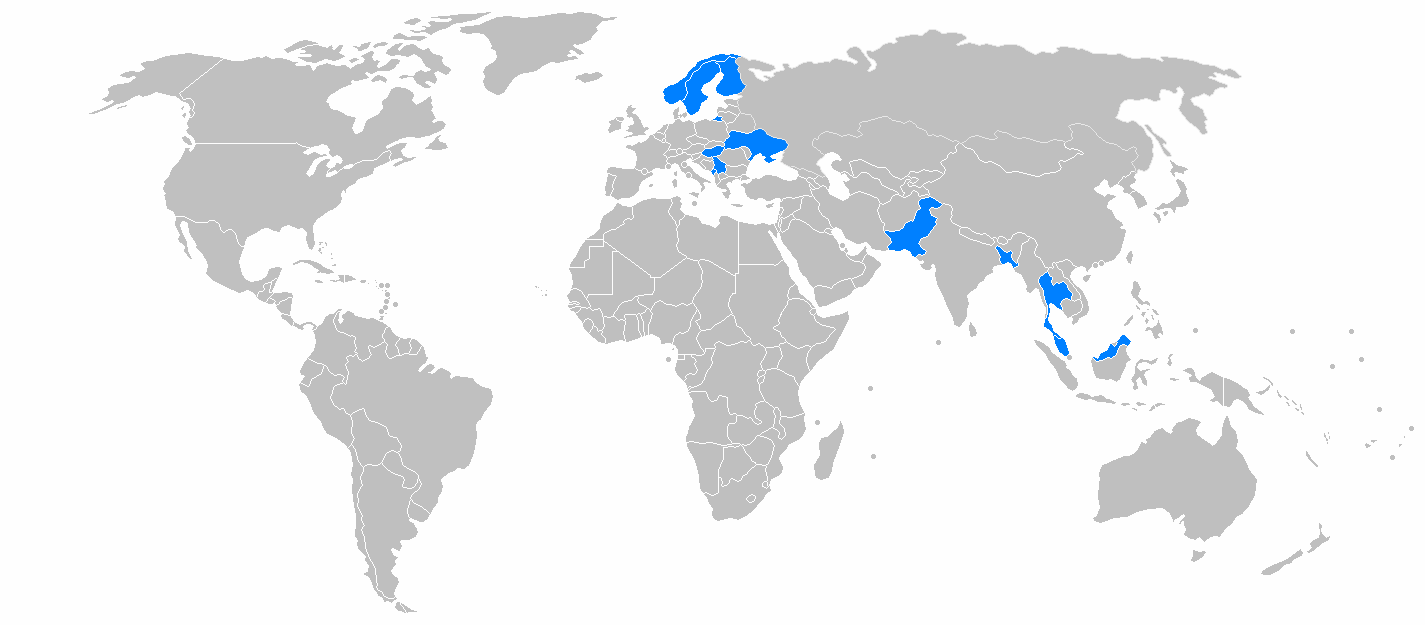
Mappa dei paesi dove Telenor ha attività nel mondo.

È membro dell'Istituto europeo per le norme di telecomunicazione (ETSI).

## Storia
L'azienda è stata fondata nel 1855 col nome di Telegrafverket, cambiò nome nel 1969 in Televerket e si ribattezzò nel 1994 col nome attuale quando venne ristrutturata come azienda pubblica. Dal dicembre 1998 è quotata in borsa.
Il browser internet Opera è nato nel 1994 come progetto di ricerca all'interno di Telenor. Nel 1995 fu fondata la Opera Software ASA, che si dedica da allora al suo sviluppo.
Il Telenor Research Centre è rimasto a Kjeller fino al 2001, quando la maggioranza dei dipendenti è stata trasferita a Fornebu.
Dal 2004 al 2007 ha fatto parte dell'alleanza Starmap Mobile Alliance tra compagnie internazionali di telecomunicazioni (ne faceva parte anche l'italiana Wind).
Il 3 aprile 2009, Telenor è condannata in appello a pagare 1,7 miliardi di dollari di riparazione all'azionista di minoranza russo Farimex Products, per aver ritardato l'entrata dell'operatore russo VimpelCom nel mercato ucraino.

## Mercati internazionali

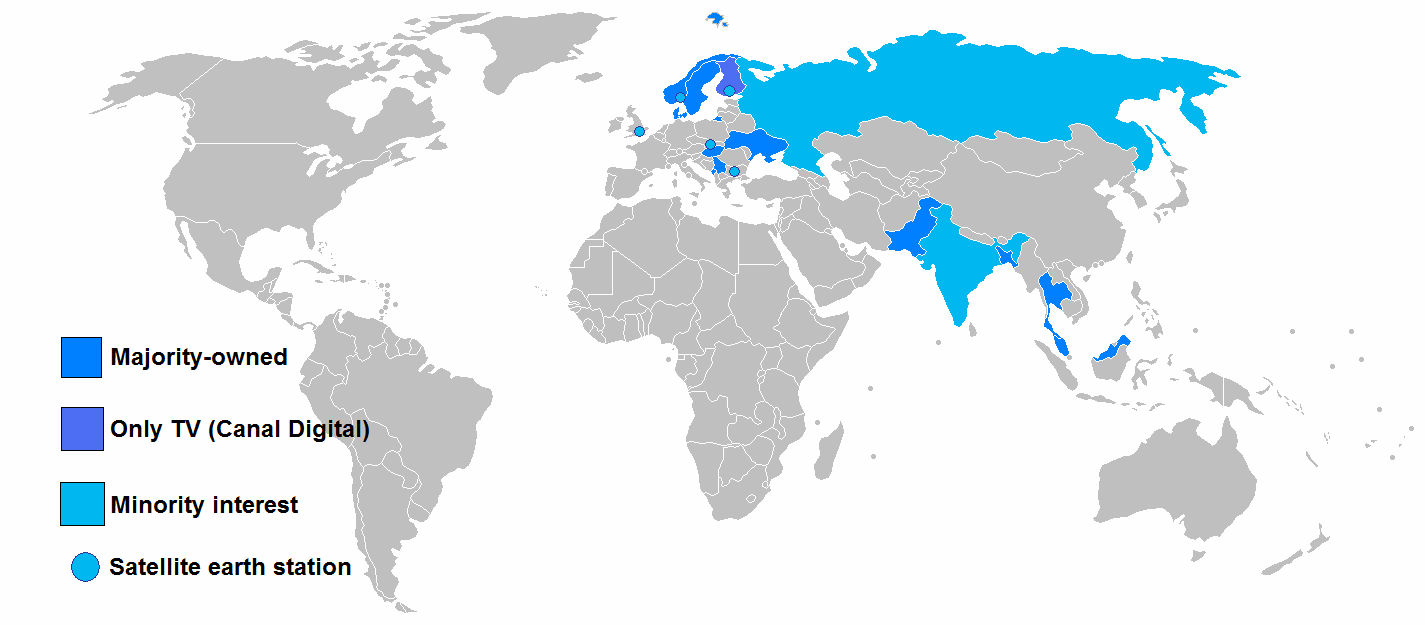
Presenza internazionale di Telenor nel 2009.

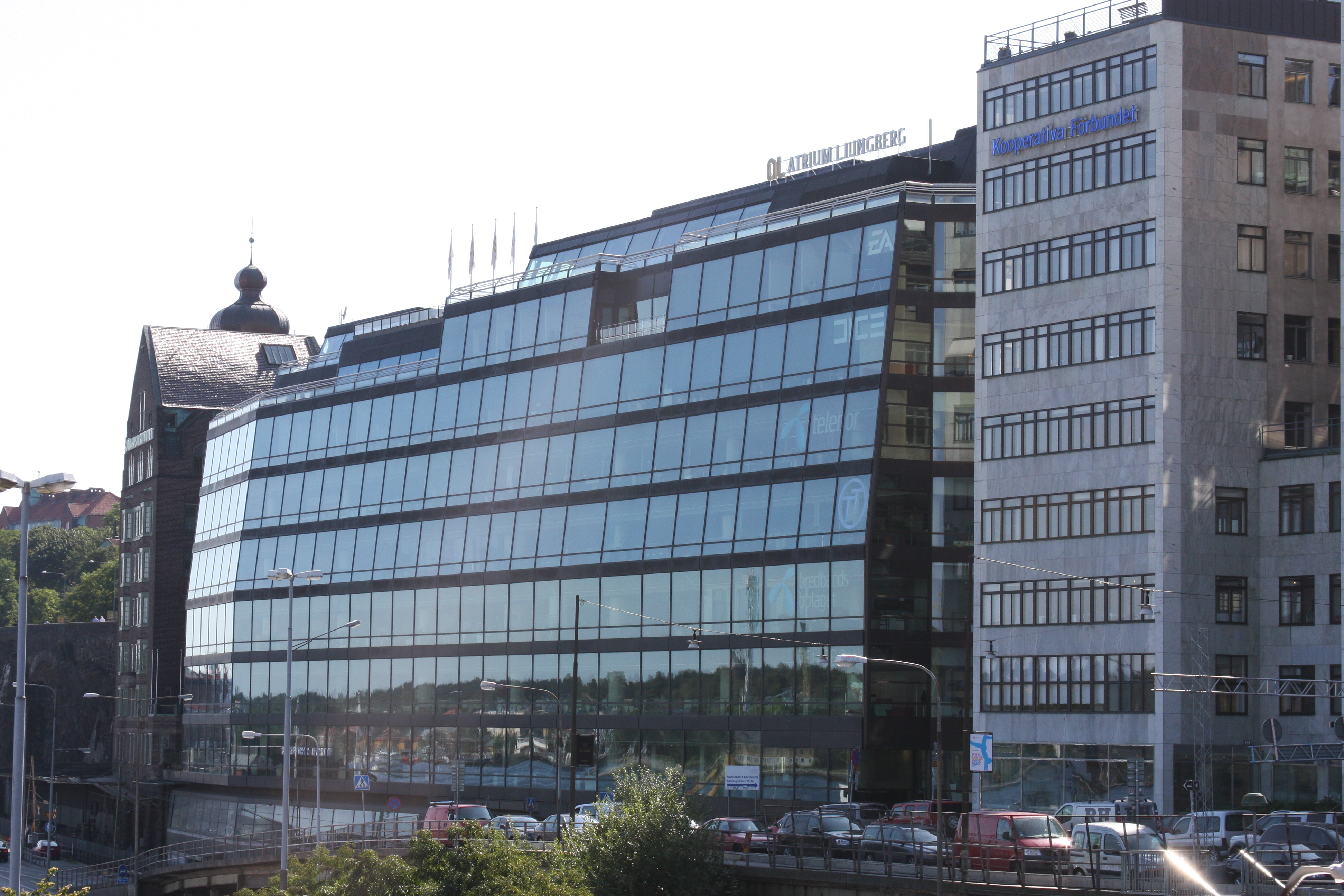
Sede Telenor di Stoccolma.

### Operatori locali
| Nazione    | Operatore          | Nome nativo | Sito internet                                                    |
| ---------- | ------------------ | ----------- | ---------------------------------------------------------------- |
| Norvegia   | Telenor Norway     | Telenor     | telenor.no                                                       |
| Svezia     | Telenor Sweden     | Telenor     | telenor.se                                                       |
| Danimarca  | Telenor Denmark    | Telenor     | telenor.dk                                                       |
| Serbia     | Telenor Serbia     | Теленор     | telenor.rs                                                       |
| Montenegro | Telenor Montenegro | Теленор     | telenor.me                                                       |
| Ungheria   | Telenor Hungary    | Telenor     | telenor.hu Archiviato il 20 luglio 2014 in Internet Archive.     |
| Bulgaria   | Telenor Bulgaria   | Теленор     | telenor.bg                                                       |
| India      | Telenor India      | Telenor     | telenor.in                                                       |
| Thailandia | dtac               | ดีแทค        | dtac.co.th                                                       |
| Malaysia   | DiGi               | digi        | digi.com.my                                                      |
| Bangladesh | Grameenphone       | গ্রামীণফোন      | grameenphone.com                                                 |
| Pakistan   | Telenor Pakistan   | ٹیلی نار    | telenor.pk                                                       |
| Birmania   | Telenor Myanmar    | တယ်လီနော        | telenor.com.mm Archiviato il 6 ottobre 2018 in Internet Archive. |

### Ucraina, Russia, Italia e altri paesi
Nel 2012 Telenor ha aumentato la sua quota azionaria di VimpelCom Ltd. (Marchi: Beeline, WIND, Kyivstar, Orascom Telecom) al 35,7% (con il 42,95% dei diritti di voto).